# Zapotèque de Güilá
Le zapotèque de Güilá (ou zapotèque de San Pablo Güilá, zapotèque de San Dionisio Ocotepec) est une variété de la langue zapotèque parlée dans l'État de Oaxaca, au Mexique.

## Localisation géographique
Le zapotèque de Güilá est parlé dans les localités de San Dionisio Ocotepec (en), San Pablo Güilá et Matatlan agencia, dans l'État de Oaxaca, au Mexique,.

## Dialectes
Les dialectes de San Dionisio et de Güilá existent.

## Intelligibilité avec les variétés du zapotèque
Les locuteurs du dialecte de San Dionisio ont une intelligibilité de 80 % du zapotèque de Mitla, ceux du dialecte de Güilá de 83 % du zapotèque de San Juan Guelavía, de 80 % du zapotèque de Chichicapan, de 69 % du zapotèque de Tilquiapan, de 41 % du zapotèque de Mitla, de 35 % du zapotèque d'Ocotlán et de 5 % du zapotèque de Santa Catarina Albarradas.

## Utilisation
En 1990, le zapotèque de Güilá est parlé par environ 9 500 personnes dont 2 300 monolingues, les autres parlant aussi notamment l'espagnol. Un dictionnaire est édité.

## Écriture
Un alphabet zapotèque de Güilá est proposé par Francisco Arellanes Arellanes.
| a | b | d | e | g | i | ɨ | k | l | l̈ | m | n | n̈ | o | p | r | r̈ | s | t | ts | tx | u | x | ẍ | z |

Les voyelles murmurées sont indiquées avec le chevron fermant: ‹ a›, e›, i›, o›, u› ›. Le coupe de glotte est représenté avec l’apostrophe ‹ ’ ›.
Les tons sont représenter à l’aide de signes diacritiques :
- le ton haut avec l’accent aigu : ‹ á, é, í, ɨ́, ó, ú › ;
- le ton bas avec l’accent grave : ‹ à, è, ì, ɨ̀, ò, ù › ;
- le ton montant avec le caron : ‹ ǎ, ě, ǐ, ɨ̌, ǒ, ǔ › ;
- le ton descendant avec l’accent circonflexe : ‹ â, ê, î, ô, û ›.

Certains ouvrages utilisent les lettres avec un trait souscrit ‹ ḻ, ṉ, ṟ, x̱ › au lieu d’un tréma pour les consonnes faibles ‹ l̈, n̈, r̈, ẍ ›.